# Narcís Bosch
Narcís Bosch (n.1972) es un director de cine español, dedicado al cine pornográfico.
Empezó su carrera en 1996 como freelance, para ser fichado en 1997 por International Film Group como su director estrella. Dentro de su producción se destaca (al igual que la de muchos otros directores europeos) el agregado de pautas estílísticas del cine llamado "convencional" al estilo clásico de narración del porno. Un ejemplo sería la sobreabundancia de situaciones humorísticas en sus vídeos "gonzo". Del estilo gonzo fue pasando a una forma muy particular de hacer cine, con personajes y situaciones delirantes, siempre llenas de originalidad. Fue partícipe fundamental del surgimiento del porno español en la llamada edad de oro junto a directores como José María Ponce. 
Sus películas han recibido varios premios en festivales de cine erótico de todo el mundo, especialmente en el Festival Internacional de Cine Erótico de Barcelona (FICEB). Y sobre todo resaltar que es el único director español ganador del premio AVN, equivalente al Oscar en la industria del cine porno mundial, en el año 2004. 
Actualmente, tras dar por finalizado su contrato de exclusividad con International Film Group, después de diez años de fructífera colaboración, Narcis Bosch se encuentra inmerso en su propio proyecto creando su productora HotRats Factory, el mismo nombre de la película que le dio un AVN. 

## Filmografía
- Hot Rats 2 (Nueve nominaciones en F.i.c.e.b 2007)
- Café diablo
- Hot rats(2004)(Mejor director y mejor película en F.I.CE.B
- Toxic
- Motel freaks (Con la aparición estelar de Ron Jeremy)
- The Game (2008)
- Crazy Bullets
- Urban Sex (2002)
- En España sabemos dar por el culo (2002)
- Psycho Sex (2002)
- Sexgags (2001)
- Nuestra primera vez por el culo (2001)
- Sex Meat (2001)
- Lágrimas de esperma (2001)
- El mundo salvaje de Max (2001)
- Bulls &; Milk (2000)
- Tour Sex Rooms.
- Nelson Masanti hot moments